# Pistoia
Pistoia és una ciutat d'Itàlia a la regió de Toscana, província de Pistoia, amb prop de cent mil habitants.

## Història
Pistoria era el nom clàssic de la ciutat de Pistoia. Era una ciutat d'Etrúria situada a la part nord dels Apenins a la via entre Florentia i Lucca a uns 35 km de cadascuna, segons l'Itinerari d'Antoní. Va ser una ciutat etrusca però no n'han quedat restes. Va passar als romans en època desconeguda i segons Plini el Vell era un municipi ordinari de segon ordre.
El seu nom es coneix amb relació a la derrota final de Catilina. L'any 62 aC Catilina, que tenia a les seves forces a Faesulae, va assabentar-se que la conspiració que havia planejat havia estat descoberta i es va traslladar a Pistoia (in agrum Pistoriensem) amb intenció de fugir pels Apenins cap a la Gàl·lia Cisalpina, però Quint Cecili Metel Cèler li va tallar la retirada, i per l'altre costat s'acostava el cònsol Gai Antoni Híbrida, que el pressionava perquè avancés. Catilina, de sobte, va decidir enfrontar-se a Gai Antoni però va ser derrotat completament a les muntanyes properes a Pistoria.
Pistoria és esmentada per Ammià Marcel·lí en un període tardà de l'Imperi Romà, com una de les ciutats municipals del districte conegut per Túscia Annonària.
Al segle iv va adquirir importància i va ser la seu d'un bisbe. Va passar als ostrogots i als longobards, sota els que era una de les residències reials temporals. Després del 774 va passar als francs i al segle ix va quedar dins el Regne d'Itàlia. El comú es va afermar al segle xii, adquirint el poder el 1177. Les muralles es van construir poc després. La ciutat va ser de predomini gibel·lí, però el 1254 la güelfa Florència la va conquerir.
L'any 1325 va ser ocupada pel gibel·lí Castruccio Castracani senyor de Lucca i Pisa, que va morir el 1328 i els güelfs florentins la van recuperar. El 1401 la ciutat va acceptar formalment el domini florentí. Des de llavors va quedar en poder de Florència i els estats que la van succeir. Al segle xvi va tenir una fàbrica de pistoles, que van agafar el nom de la ciutat.

## Persones il·lustres
- Francesco Manfredini (1680-1748) compositor de música barroca.
- Massimo Freccia (1906-2004) director d'orquestra.
- Christian Orlandi (1998) director de cinema.